# عبدالرحمان رمضان (بازیکن فوتبال)
عبدالرحمان رمضان (عربی: عبد الرحمن رمضان؛ زادهٔ ۶ ژوئن ۱۹۹۳) بازیکن فوتبال اهل مصر است که در حال حاضر برای باشگاه ورزشی وادی دجله بازی می‌کند. 
از باشگاه‌هایی که در آن بازی کرده است می‌توان به باشگاه فوتبال الانتاج الحربی اشاره کرد.